# Dichelacera amazonensis
Dichelacera amazonensis är en tvåvingeart som beskrevs av Julio Augusto Henriques 1994. Dichelacera amazonensis ingår i släktet Dichelacera och familjen bromsar. Inga underarter finns listade i Catalogue of Life.